# Парада победе у Москви 2024.
Парада поводом Дана победе у Москви 2024. била је војна парада одржана на Црвеном тргу у Москви, Русија, 9. маја 2024. у знак сећања на 79. годишњицу Дана победе којим се слави пораз нацистичке Немачке и крај у Другогог светског рата,  тј. Великог отаџбинског рата.

## Позадина
Дан победе је значајан празник у Русији, који обележава предају Немачке у Другом светском рату, који је означио крај једног од најсмртоноснијих сукоба у историји човечанства. Празник слави војну и моралну снагу Црвене армије, која је у рату претрпела огромне губитке, а животе је укупно изгубило најмање 20 милиона совјетских грађана. Дан победе се обележава сваке године 9. маја од 1945. године и један је од најважнијих државних празника у Русији, са парадама, ватрометима и концертима који се одржавају широм земље.

## Резиме параде
Док је лагани снег падао на Црвени трг, преко 9.000 војника из 30 различитих церемонијалних пукова марширало је поред парадне трибине. Хиљаду њих било је укључено у текућу руску инвазију на Украјину. Као и на претходној паради поводом Дана победе, у делу механизованих ешалона био је само један тенк, Т-34-85, ветеран и један од симбола совјетске победе.
Први пут после три године у паради су учествовале ваздухопловне јединице: акробатски тим Руских витезова летео је на ловцима Су-30 МиГ-29, а за њима је прелетело шест авиона Су-25, који су испуштали дим у бојама руске тробојке. Као и на претходним парадама, приказани су вишецевни бацачи ракета, артиљерија и интерконтиненталне балистичке ракете. 
Током параде, руски војници су били опремљени ометачима дронова, с' обзиром на страх од украјинских напада током церемоније и чињенице да су годину дана раније украјински дронови погодили сам Кремљ, резиденцију руског председника.
Први пут од Параде победе у Москви 2015. године, председник једне афричке нације је позван на параду, Умаро Сисоко Ембало из Гвинеје Бисао. На саму параду су позвани и шефови организација ОДКБ, ЕАЕУ, ЗНД , ШОС, Савезне државе, шефови дипломатских мисија и војни аташеи пријатељских држава. На свечани догађај нису позвани амбасадори и званичници непријатељских држава.
Ово је била последња парада победе за Сергеја Шојгуа, који је обављао дужност министра одбране, пошто је три дана после параде смењен са те функције.

## Путинов говор
Председник Руске Федерације Владимир Путин је критиковао бивше сателитске државе источног блока, као и неколико других земаља због уклањања споменика из совјетског доба, посвећених победи Совјетског Савеза у Другом светском рату, рекавши да сада посвећују споменике „издајницима и Хитлеровим саучесницима“, док бришу историју племенитих светских ослободилаца. Он је такође тврдио да је Запад покушао да заборави велике битке током рата, и рекао да се Русија свим силама труди да избегне глобални сукоб, али и да неће дозволити да нација буде угрожена.

## Званице
Међу присутнима су били:
- Председник Белорусије Александар Лукашенко[3]
- Председник Кубе Мигел Дијаз Канел[4]
- Председник Гвинеје Бисао Умаро Сисоко Ембало[5]
- Председник Казахстана Касим Жомарт Токајев[6]
- Председник Киргистана Садир Жапаров [7]
- Председник Лаоса Тонглун Сисулит[8]
- Председник Таџикистана Емомали Рахмон[9]
- Председник Туркменистана Сердар Бердимухамедов[10]
- Председник Узбекистана Шавкат Мирзијојев[11]